# 343P/NEAT-LONEOS
343P/NEAT-LONEOS è una cometa periodica appartenente alla famiglia delle comete gioviane.

## Scoperta
La cometa è stata scoperta inizialmente il 24 settembre 2003 e ritenuta un asteroide e come tale denominata 2003 SQ215, in seguito sono state rinvenute immagini di prescoperta risalenti al 18 settembre 2003, il 19 gennaio 2004 ci si è accorti che in effetti era una cometa pertanto è stata ridenominata P/2003 SQ215 NEAT-LONEOS, il 7 luglio 2016 è stata riscoperta ricevendo la denominazione P/2016 P3 NEAT-LONEOS, la riscoperta ha permesso di numerarla.